# Halina Reijn
Halina Reijn (Amsterdam, 10 novembre 1975) è un'attrice e regista olandese.

## Biografia
Halina Reijn è nata ad Amsterdam il 10 novembre 1975; formatasi presso il dipartimento teatrale di Groninga ha successivamente studiato all'Accademia teatrale di Maastricht, mettendosi in luce in opere quali Amleto e Shopping and Fucking, per la cui recitazione ha ricevuto nel 1998 la Colombina come migliore attrice non protagonista. Nel 2003 entra nel Toneelgroep di Amsterdam.
Negli anni successivi ha recitato in diverse opere teatrali e tra le più significative si annoverano La bisbetica domata, Orestea, Hedda Gabler e Il lutto si addice ad Elettra, iniziando parallelamente la sua attività di scrittrice, con il romanzo Princess Never Enough, pubblicato nel 2005, e quella in televisione e nel cinema, raggiungendo una certa notorietà recitando nei film A Thousand Kisses, di Willem van de Sande Bakhuijzen, Black Book di Paul Verhoeven nel 2006, Blind di Tamar van den Dop, Nadine di Erik de Bruyn nel 2007 e Operazione Valchiria di Bryan Singer nel 2008.

## Filmografia parziale

### Attrice
- X & the Wildmen, regia di Aliefka Bijlsma (2003)
- De Passievrucht, regia di Maarten Treurniet (2003)
- A Thousand Kisses, regia di Willem van de Sande Bakhuijzen (2006)
- Black Book, regia di Paul Verhoeven (2006)
- Blind, regia di Tamar van den Dop (2007)
- Nadine, regia di Erik de Bruyn (2007)
- Operazione Valchiria, regia di Bryan Singer (2008)
- Sintel, regia di Colin Levy (2010) (doppiatrice)
- Goltzius and the Pelican Company, regia di Peter Greenaway (2011)
- De Overloper, regia di Pieter van Rijn (2012)

### Regista
- Instinct (2019)
- Bodies Bodies Bodies (2022)
- Babygirl (2024)

## Opere
- Princess Never Enough, 2005